# Kościół św. Antoniego w Bazylei
Kościół św. Antoniego (niem. Kirche St. Anton lub Antoniuskirche) – rzymskokatolicka, modernistyczna świątynia znajdująca się w Bazylei. Najstarszy kościół w Szwajcarii wzniesiony z nieotynkowanego betonu.

## Historia
Kościół został wzniesiony w latach 1925–1927 wg projektu Karla Mosera. 20 lutego 1927 erygowano parafię oraz poświęcono budynek. Uroczystej konsekracji dokonał 13 września 1931 ks. bp Joseph Ambühl.

## Architektura
Świątynia modernistyczna, trójnawowa, o układzie halowym. Jest długa na 60 m, a szerokość korpusu nawowego jest równa jego wysokości i wynosi 22 m. Wieża kościelna ma wysokość 62 m, a sama kondygnacja dzwonowa – 12 m; całość wieńczy smukły, betonowy krzyż. Budynek ustawiono w zabudowie szeregowej, obudowa wejścia i wieża wystają przed lico muru nawy. Kasetonowy strop wznosi się na ośmiu filarach, nawę główną przykrywa sklepienie kolebkowe, a a nawy boczne – płaski sufit. Posadzkę wykonano z cegły klinkierowej. Każde z okien ma wysokość 13,8 m i szerokość 4,8 m, wypełniają je ukończone w 1930 roku witraże autorstwa Ottona Staigera i Hansa Stockera. Dobudówki pod oknami zaaranżowano jako konfesjonały.

## Wyposażenie
Ołtarz i ambona zostały zaprojektowane przez architekta kościoła, Karla Mosera. Stacje drogi krzyżowej wykonał Max Uehlinger. Organy wyprodukowano w 1931 roku w Willisau, składają się z 5000 piszczałek zgrupowanych w 62 głosy. Remonty instrumentu miały miejsce w 1976 i w latach 2018–2019. Na wieży zawieszonych jest pięć dzwonów, odlanych w 1933 roku w ludwisarni H. Rüetschiego w Aarau; największy z nich waży 4956 kg i bije tonem as0. Wygląd ornamentów na płaszczach dzwonów wzorowano na dziełach Paula Kleego.

## Galeria

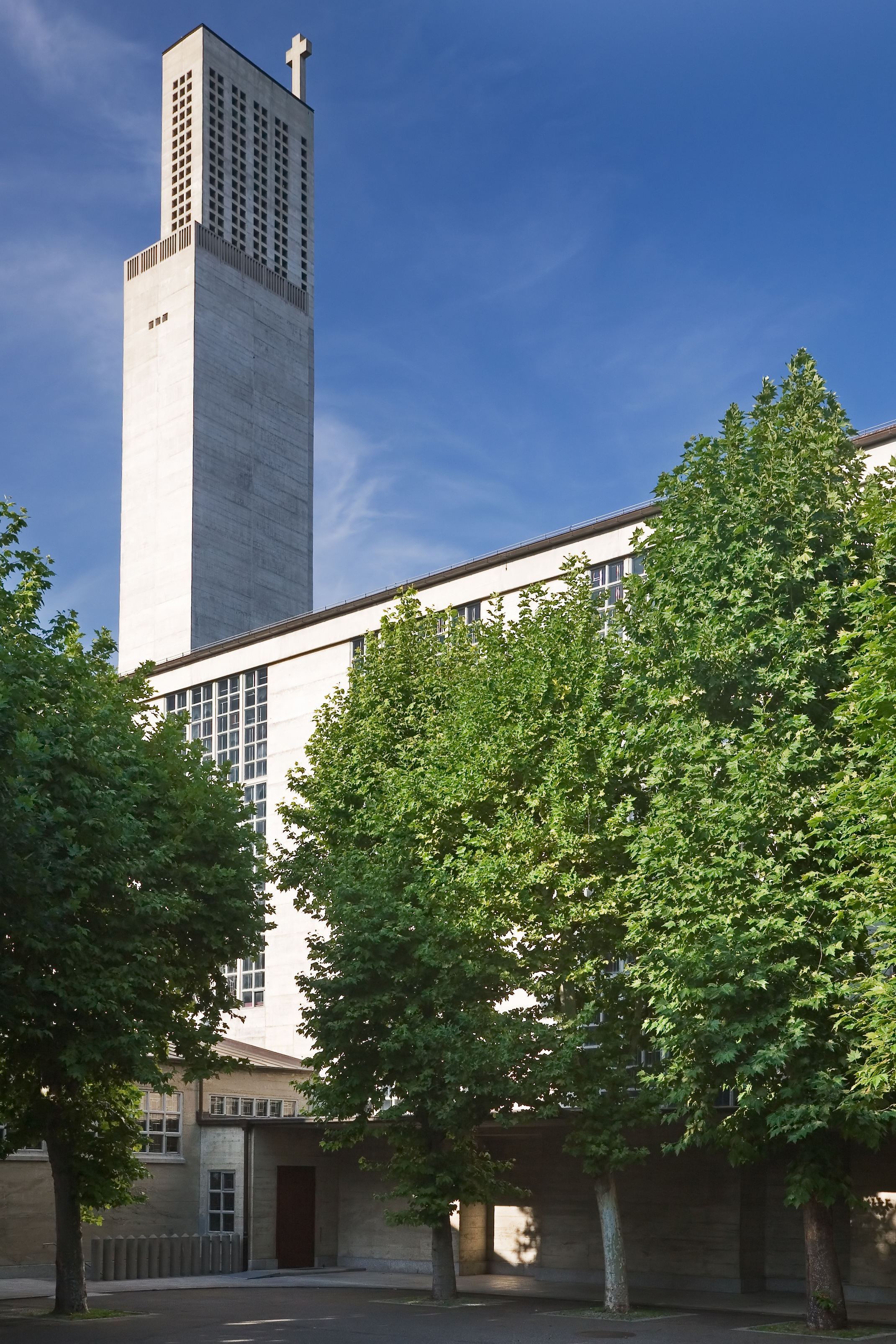
Widok z południowego zachodu
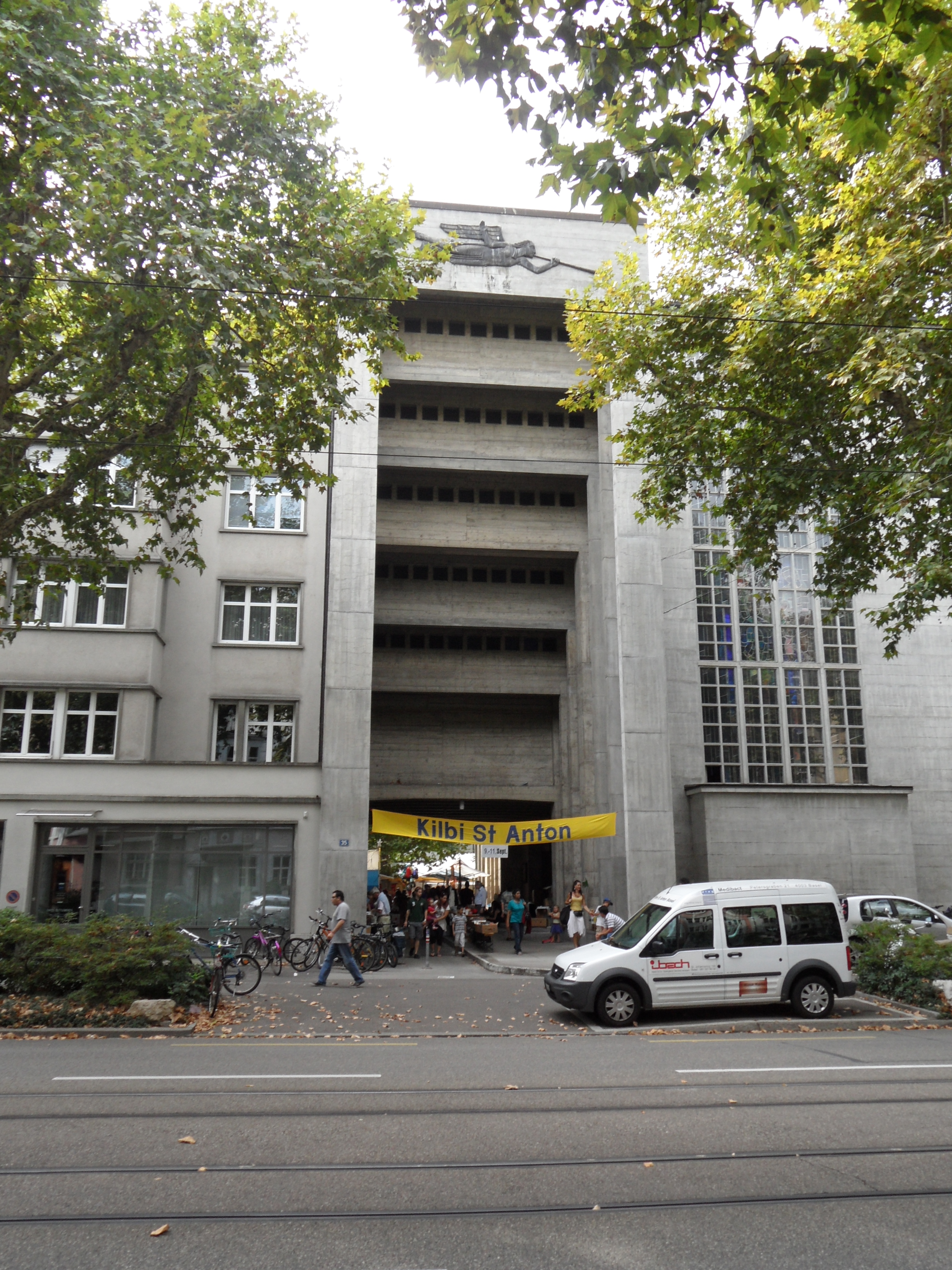
Wejście
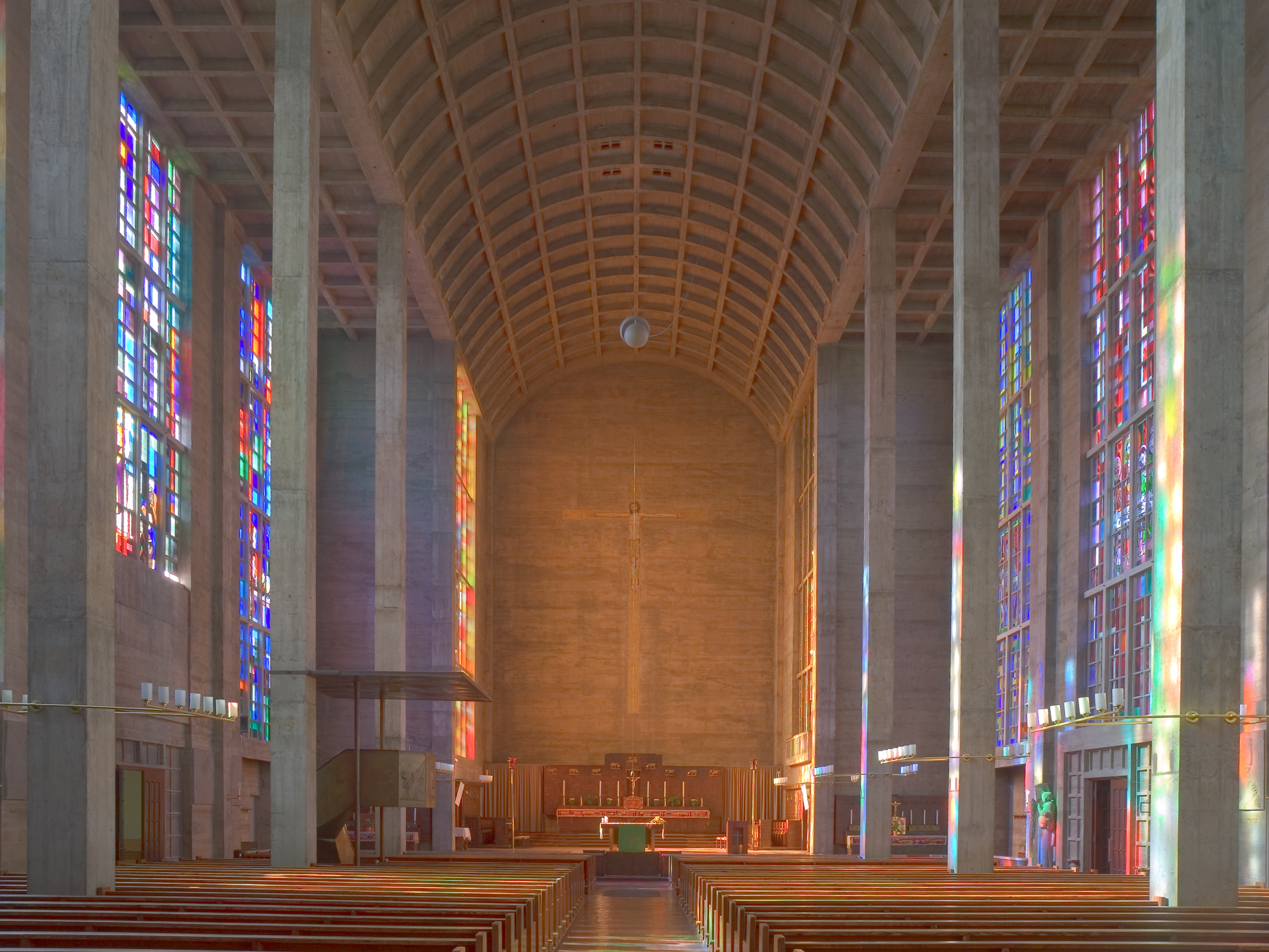
Wnętrze
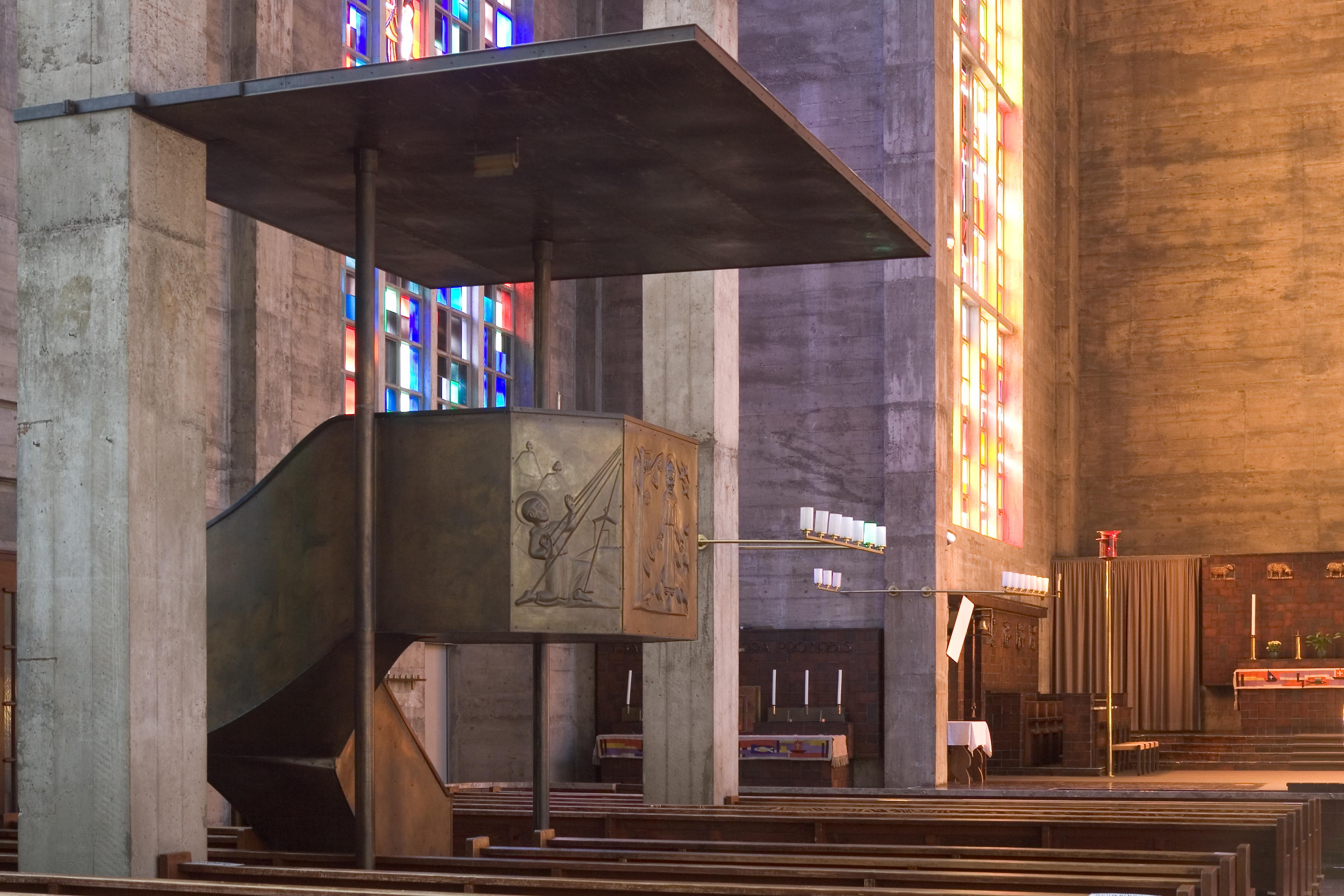
Ambona
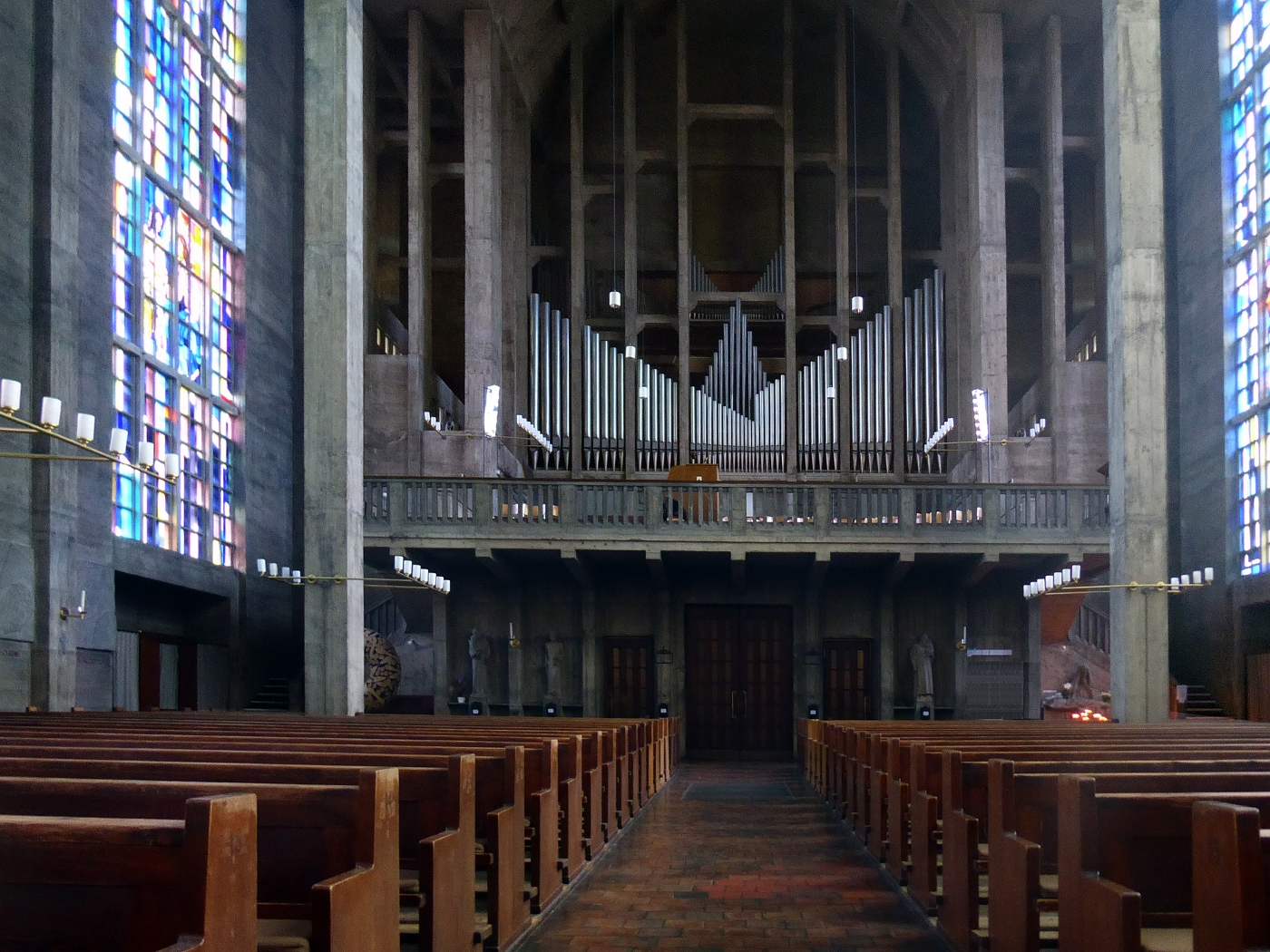
Organy